# Zophorame covacevichae
Zophorame covacevichae là một loài nhện trong họ Barychelidae. Loài này phân bố ờ Queensland.